# Leichtathletik-Weltmeisterschaften 2023/Teilnehmer (Nigeria)
| Goldmedaillen | Silbermedaillen | Bronzemedaillen |
| ------------- | --------------- | --------------- |
| —             | —               | —               |

Der Leichtathletikverband von Nigeria nahm an den Leichtathletik-Weltmeisterschaften 2023 in Budapest teil. 27 Athletinnen und Athleten wurden vom nigerianischen Verband nominiert.

## Ergebnisse

### Männer

#### Laufdisziplinen
| Athlet                                                       | Disziplin    | Vorlauf    | Vorlauf | Halbfinale | Halbfinale | Finale | Finale |
| Athlet                                                       | Disziplin    | Zeit       | Platz   | Zeit       | Platz      | Zeit   | Platz  |
| ------------------------------------------------------------ | ------------ | ---------- | ------- | ---------- | ---------- | ------ | ------ |
| Favour Ashe                                                  | 100 m        | DSQ        | DSQ     | DNQ        | DNQ        | –      | –      |
| Usheoritse Itsekiri                                          | 100 m        | 10,17 s    | 22      | 10,19 s    | 19         | DNQ    | DNQ    |
| Seye Ogunlewe                                                | 100 m        | 10,07 s    | 10      | 10,12 s    | 15         | DNQ    | DNQ    |
| Alaba Akintola                                               | 200 m        | 20,54 s    | 26      | 20,75 s    | 23         | DNQ    | DNQ    |
| Dubem Nwachukwu                                              | 400 m        | 45,60 s    | 31      | DNQ        | DNQ        | –      | –      |
| Ezekiel Nathaniel                                            | 400 m Hürden | 48,47 s SB | 8       | 49,22 s    | 18         | DNQ    | DNQ    |
| Alaba Akintola Favour Ashe Usheoritse Itsekiri Seye Ogunlewe | 4 × 100 m    | 38,20 s SB | 8       |            |            | DNQ    | DNQ    |

#### Sprung/Wurf
| Athlet                | Disziplin   | Qualifikation | Qualifikation | Finale     | Finale |
| Athlet                | Disziplin   | Weite/Höhe    | Platz         | Weite/Höhe | Platz  |
| --------------------- | ----------- | ------------- | ------------- | ---------- | ------ |
| Chukwuebuka Enekwechi | Kugelstoßen | 20,68 m       | 13            | DNQ        | DNQ    |

### Frauen

#### Laufdisziplinen
| Athletin                                                              | Disziplin   | Vorlauf | Vorlauf | Halbfinale | Halbfinale | Finale  | Finale |
| Athletin                                                              | Disziplin   | Zeit    | Platz   | Zeit       | Platz      | Zeit    | Platz  |
| --------------------------------------------------------------------- | ----------- | ------- | ------- | ---------- | ---------- | ------- | ------ |
| Rosemary Chukwuma                                                     | 100 m       | 11,24 s | 22      | 11,26 s    | 22         | DNQ     | DNQ    |
| Favour Ofili                                                          | 200 m       | 22,66 s | 16      | 22,86 s    | 18         | DNQ     | DNQ    |
| Imaobong Nse Uko                                                      | 400 m       | 52,24 s | 34      | DNQ        | DNQ        | –       | –      |
| Tobi Amusan                                                           | 100m Hürden | 12,48 s | 3       | 12,56 s    | 8          | 12,62 s | 6      |
| Rosemary Chukwuma Justina Tiana Eyakpobeyan Favour Ofili Faith Okwose | 4 × 100 m   | DNF     | DNF     |            |            | DNQ     | DNQ    |
| Patience Okon George Deborah Oke Ella Onojuvwevwo Imaobong Nse Uko    | 4 × 400 m   | DSQ     | DSQ     |            |            | DNQ     | DNQ    |

#### Sprung/Wurf
| Athletin         | Disziplin  | Qualifikation | Qualifikation | Finale     | Finale |
| Athletin         | Disziplin  | Weite/Höhe    | Platz         | Weite/Höhe | Platz  |
| ---------------- | ---------- | ------------- | ------------- | ---------- | ------ |
| Ese Brume        | Weitsprung | 6,72 m        | 8             | 6,84 m SB  | 4      |
| Ruth Usoro       | Weitsprung | 6,60 m        | 13            | DNQ        | DNQ    |
| Obiageri Amaechi | Diskuswurf | 51,60 m       | 37            | DNQ        | DNQ    |
| Ashley Anumba    | Diskuswurf | 57,77 m       | 25            | DNQ        | DNQ    |
| Chioma Onyekwere | Diskuswurf | 58,58 m       | 21            | DNQ        | DNQ    |
| Oyesade Olatoye  | Hammerwurf | 66,92 m       | 30            | DNQ        | DNQ    |

### Mixed

#### Laufdisziplinen
| Athletin/Athlet                                                                         | Disziplin | Vorlauf        | Vorlauf | Finale | Finale |
| Athletin/Athlet                                                                         | Disziplin | Zeit           | Platz   | Zeit   | Platz  |
| --------------------------------------------------------------------------------------- | --------- | -------------- | ------- | ------ | ------ |
| Dubem Nwachukwu (m) Ezekiel Nathaniel (m) Imaobong Nse Uko (w) Patience Okon George (w) | 4 × 400 m | 3:14,38 min SB | 12      | DNQ    | DNQ    |